# Hexenprozess von Fürsteneck
Der Ort Fürsteneck in Niederbayern war im Jahr 1703 Schauplatz eines Hexenprozesses. Im Pfarrhof von Röhrnbach erhielt sich ein ausführliches Protokoll des Prozesses.

## Ausgangslage
Afra Dickh (auch Afra Dick) war Dienstmagd beim Bauern Frueth in Wittersitt, einem Gemeindeteil der heutigen Gemeinde Ringelai. Die Anklage lautete auf Giftmord, Verhexung von Mensch und Tier, der Verbindung mit anderen verhexten Personen und des buhlerischen Umgangs mit dem Teufel. Mitangeklagte waren das 13-jährige Hüterdirndl Maria, das beim selben Bauern in Dienst stand, und die verwitwete Bäuerin Maria Kölbl, eine 15-fache Mutter aus Neidberg bei Ringelai.
Die zuständige Gerichtsbehörde war das zum Hochstift Passau gehörige fürstbischöfliche passauische Pfleg- und Landgericht Fürsteneck. Vorsitzender der Untersuchungskommission war der Richter Gottfried Wagner, Protokollführer J. W. Lorenz, Beisitzer der Gastgeb Simon Daikh, Josef Schonauer und der Bader von Perlesreut Korbinian Wenkh.

## Das Protokoll
Die drei Frauen wurden in der Fronfeste von Perlesreut gefangengehalten und im Februar 1703 tagelang eingehend und dem Protokoll nach „gütlich“ befragt. Afra hatte 42 Fragen zu beantworten, aufgrund derer sie erzählt habe, wie sie mit dem Teufel bekannt und vertraut wurde, wie sie mit seiner Kraft Zutritt zu allen Behausungen und Stallungen fand, wie sie Kühe verzauberte und so Milch, Rahm und Schmalz in großen Mengen gewann. Sie habe auf einer Gabel nächtliche Ritte unternommen und mit fremden Mannspersonen, darunter Böhmen, wilde Gelage gefeiert. Zuletzt soll sie den Gebrauch der Hexensalbe zugegeben haben.
Das Hütmädchen Maria, mit dem Afra die Schlafkammer teilte, hatte zwanzig Fragen zu beantworten. Maria beteuerte, dass ihr an Afra zwar allerhand Sonderbares auffiel, sie habe jedoch keinerlei Wissen von ihren Hexereien gehabt. Der Bäuerin Maria Kölbl wurden dreizehn Fragen gestellt. Demnach bekannte sie, von den Vorkommnissen gehört zu haben, nicht aber, daran beteiligt gewesen zu sein. In der elften Frage hielt man ihr vor, dass man bei einer Haussuchung in ihrem Hof in einer Truhe 34 verdächtige Dinge gefunden habe, darunter Salben, Wachs, Salz, Pech, Zwiebelsamen, Blutsteine, Scher- oder Maulwurfshäutel, Holz, Späne, Seide, Garn und Riemen. Sie behauptete, diese Dinge als Heilmittel, besonders zur Pflege der offenen Beine, zu benötigen.
Nun wurden drei „Erfahrungspersonen“ aus Neidberg befragt, Männer im Alter von 31, 49 und 59 Jahren. Sie erklärten, ihre Kühe seien verhext worden, weshalb sie an Milch, Rahm, Butter und Schmalz starken Abgang gehabt hätten. Der jüngste der drei wusste zu erzählen, der Mann der Bäuerin Maria sei im Sommer und Herbst immer mit großen Mengen Schmalzes nach Passau gereist und habe es dort verkauft. Oft habe man in Neidberg oder dessen Nähe mannsfaustgroße Rahmbrocken gefunden, die von den Hexen beim Heimreiten verloren worden seien.
Wiederholt habe er einen feurigen Drachen beobachtet, bevor dieser in ein Haus gefahren sei. Die Zitzen der Kuheuter seien zerbissen und die Milch ganz schleimig gewesen. Ein Knecht namens Adam Drexler, der früher bei der Bäuerin Maria gearbeit hatte, habe ihm zudem offenbart, die Bäuerin sei ihrem vorigen Mann nicht treu gewesen und habe ehebrecherische Beziehungen zu dem Mitknecht Andreas unterhalten.

## Die Hinrichtung
Das Protokoll schließt mit der Wiedergabe der Zeugenaussagen. In der Ausgabenliste des Scharfrichters ist die Vollstreckung des Urteils aufgelistet: Afra Dickh wurde wegen Zauberei und Brandstiftung (in puncto veneficii et incendii) am 1. Juni 1703 vom Passauer Scharfrichter Sebastian Fleischmann am Fürstenecker Hochgericht bei Perlesreut mit dem Strang vom Leben zum Tod befördert und danach mit 30 Klaftern Holz und 40 Pfund Pech auf einem Scheiterhaufen zu Asche verbrannt. Maria Kölbl wurde einige Wochen später hingerichtet.

## Fortwirkung
Afra, die Hex von Wittersitt, wurde später in Liedern und Gstanzln besungen. Eines lautet:
I bin ja vo Wittersitt, wo dö zwoa Häuser stehnt.
Herenterhalb uns habns ja d'Hexn verbrennt
D' Hexn verbrennt und an Toifi derschlagn.
Iatz därf ma auf d' Ewigkeit nimmer Sorgen habn!
Eine Sage wusste zu erzählen, beim Frueth-Bauern hätten sich in der Rauhnacht die Dienstboten für die Fußräucherung die Füße gewaschen. Afra habe eine andere Magd gefragt, ob sie auch einmal heiraten wolle, und nachdem diese bejahte, forderte Afra sie auf, sich einen Mann auszusuchen. Da erschienen im Fußwasser die Gesichter von mehreren jungen Männern. Die Magd entschied sich für einen und deutete mit dem Finger auf ihn. Da sprang er heraus und biss sie in den Finger, der darauf heftig blutete. Es war der Teufel, der sich mit dem Blut der Magd ihren Namen in sein Buch eintrug. Da wussten alle, dass Afra eine Hexe war.
Im Jahr 1997 erschien Manfred Böckls Roman Der Hexenstein, der ausgehend von den Gerichtsprotokollen die Hexenverfolgung anprangerte. Im selben Jahr wurde in Ringelai ein kleines Hexenmuseum eingerichtet, das an Afra Dickh und Maria Kölbl erinnert. Dort sind die Verhörprotokolle des Hexentribunals mit Übersetzungen zu sehen.